# ДМБ-85
«Дембельский альбом» (подлинное название — «ДМБ-85») —  магнитоальбом советской рок-группы «ДК», записанный и выпущенный в 1985 году. Представляет собой классическое «концептуальное полотно» — сборник песен Сергея Жарикова на армейскую и криминальную тематику, разбавленный фольклорным материалом и исполненный с нарочитым эксплицированием языка так называемой «блатной культуры». По существу единственный альбом группы ДК, строго выполненный в «антиэстетике» панка. Записан был тремя людьми: Виктором Клемешовым, Сергеем Летовым и Сергеем Жариковым.
Самый известный альбом «ДК». По мнению многих критиков и, в частности, журнала Rolling Stone, считается одним из самых значительных альбомов советского андеграунда, кардинально повлиявший на особый жанр отечественной музыки, который чуть позже получил название «Русский шансон». Был помещён в книгу Александра Кушнира «100 магнитоальбомов советского рока».
В СССР выпускался самиздатом под названием «Витя Галсников и Космонавты. ДМБ-85», и под названием ВИА «Космонавты» — дуэт Клемешева и Летова гастролировал по Советскому Союзу, поскольку проект «ДК» на тот момент был запрещён.

## Жанр и стилистические особенности альбома
Альбом принципиально отличается от предыдущих работ «ДК» тем, что песни альбома были исполнены в жанре шансон, приближённый к «блатной песне». Во многих композициях употребялется мат, упоминаются места отдалённых ссылок, а лирические герои песен альбома — либо заключённые (или уже отсидевшие), либо военные (солдаты рядового состава, отслужившие или же, наоборот, только приступившие к несению службы).
Изначально песни из данного альбома должны были войти в кинофильм «ДМБ» 2000 года, однако по неизвестным причинам не вошли.

## История создания
В качестве дизайна для магнитоальбома послужил настоящий дембельский альбом известного ленинградского коллекционера Сергея Фирсова.
Микрофоны были умышленно «закоммутированы» в противофазе так, чтобы звуковое пространство (между голосом и музыкальными инструментами) было расфокусировано, а ритм-гитара была использована скорее как челеста, чем гитара. Для этого сильно перетягивались струны, и по словам Жарикова, Клемешову это не мешало играть и петь.

## Коллекционное переиздание
Альбом был переиздан в 1997 (на MS) и 1998 (на CD) годах. Что характерно, материал полностью аутентичен катушечному оригиналу.

## Список композиций
- Сторона 1

(треки: 1,2,4,5,6 (частично текст),7,9,11,12 — Сергей Жариков)
| №   | Название                           | Длительность |
| --- | ---------------------------------- | ------------ |
| 1.  | «В детстве все меня считали тихим» | 3:43         |
| 2.  | «Электричка»                       | 1:49         |
| 3.  | «Вешние воды»                      | 2:59         |
| 4.  | «В кафе я с девушкою Ритой»        | 1:04         |
| 5.  | «В этом стакане»                   | 0:48         |
| 6.  | «А вот получим мы диплом»          | 3:50         |
| 7.  | «В ресторане одном»                | 3:15         |
| 8.  | «Юность»                           | 3:00         |
| 9.  | «Здравствуй, моя родина Москва»    | 2:44         |
| 10. | «Салага»                           | 1:14         |
| 11. | «Люся»                             | 3:05         |
| 12. | «Балдоха светит»                   | 3:29         |

- Сторона 2

(треки: 1,2,3,4,5,6,7,8,10 — Сергей Жариков)
| №   | Название                           | Длительность |
| --- | ---------------------------------- | ------------ |
| 1.  | «Нина и дембель»                   | 1:51         |
| 2.  | «Полюбил девчонку я»               | 1:53         |
| 3.  | «Буржуи ходят по Нью-Йорку»        | 2:35         |
| 4.  | «Цыган в кепке»                    | 1:44         |
| 5.  | «Суки»                             | 1:05         |
| 6.  | «Пройдёт ещё два года»             | 2:37         |
| 7.  | «Крылья»                           | 0:36         |
| 8.  | «Идёт хороший человек»             | 2:29         |
| 9.  | «Золота осень»                     | 3:57         |
| 10. | «Мама шизанула»                    | 5:51         |
| 11. | «Горькими хочется плакать слезами» | 5:13         |

## Участники записи альбома
- Витёк — вокал, гитара
- Летов — саксофон, флейта

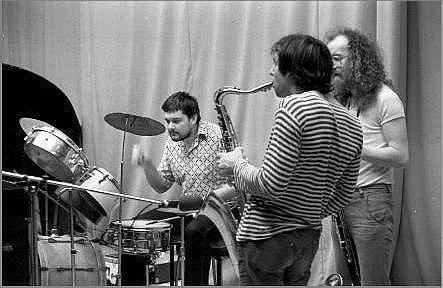
С. Жариков, В. Клемешов и С. Летов во время записи альбома

- Батя — барабаны, голос, музыка, тексты

## Успех альбома
Композиции альбома составили огромный успех как группе ДК (и «ВИА Космонавты»), так и Клемешеву отдельно. С песнями из альбома «ДМБ-85» Виктор Клемешев выступает на концертах и в наши дни. Особую известность снискали песни «Юность», «Здравствуй, моя родина Москва», «В детстве все меня считали тихим», «Люся, моя Люся», «В этом стакане», «Мама шизанула», «Электричка». С этими песнями Клемешев выступал в составе группы «Весёлые картинки» в конце 80-х как вокалист. С этими же песнями Клемешов выступил на концерте «Весёлых картинок» в клубе Sexton FOZD в 1994 году (по случаю дня рождения С. Жарикова) и собрал громкие овации от зрителей.

## Факты
- «Вешние воды» — перепевка знаменитой блатной песни из репертуара Аркадия Северного. Городской фольклор. Во второй части альбома имеется другая версия исполнения данной песни («Горькими хочется плакать слезами»). Данную песню перепел позже Егор Летов.
- «Золотая осень» — песня авторства Александра Лобановского. Данный трек также был включён в следующий магнитоальбом «ДК» — «Минное поле им. 8 марта» (под названием «Любовь ушла за сентябрём»).
- Песня «Идёт хороший человек», где обыгрываются гармонии известного советского композитора А. Бабаджаняна, была перепета группой «Нагорный карабах». Кавер этой песни в исполнении группы "Паровоз" вошёл в саундтрек фильма Р. Качанова "ДМБ". Так же строчки из песни цитируются Кушниром в книге «100 магнитоальбомов советского рока».
- Песня «Мама шизанула» является перепевкой песни «Королева» группы ДК, записанной в 1984 году с вокалом Морозова и включённой в альбомы «Стриженая умная головка» и «Бога нет».